# Oliver John
Oliver John (13 de marzo de 1973) es un luchador profesional estadounidense que actualmente trabaja en los circuitos independientes de Estados Unidos, como Pro Wrestling Revolution y All Pro Wrestling.

## Carrera
John apareció en Ultimate Pro Wrestling el 30 de octubre de 2004, peleando contra Tom Howard por el UPW Heavyweight Championship, siendo derrotado por este El 8 de noviembre de 2008, Oliver John venció a Gangrel en San José, California, convirtiéndose así en el primer Campeón Pesado de Pro Wrestling Revolution. El 6 de marzo de 2009, peleó contra Shannon Ballard por el Título Crucero de Big Time Wrestling, sin embargo fue derrotado. Oliver John participó también en la World Wrestling Entertainment, en la edición del 30 de junio de 2009 de ECW, peleando como un "luchador local", siendo derrotado por Sheamus. , quien debutó esa misma nocheEl 23 de julio de 2010 en Lucha Libre Experiencia, Blue Demon, Jr. derrotó a Oliver John, convirtiéndose así en el nuevo Campeón Pesado de la PWR. Días después, el 31 de julio, perdió el NWA Heritage Championship a manos de Atsushi Sawada en Watsonville, California.

## En lucha
- Movimientos finales y de firma
  - Piledriver
- Apodos
  - Old School
  - El Patrón

## Campeonatos y logros
- All Pro Wrestling
  - APW Universal Heavyweight Championship (2 veces)[3]
- Supreme Pro Wrestling
  - SPW Heavyweight Championship (1 vez)[4]
- Pro Wrestling Revolution
  - PWR Heavyweight Championship (2 veces, actual)[5]
- National Wrestling Alliance
  - NWA Heritage Championship (1 vez)[6]